# 니콜 사바
니콜 사바(아랍어: نيكول سابا, 영어: Nicole Saba, 1974년 6월 26일 ~ )는 레바논의 가수, 배우이다. 걸 그룹 더 4 캣츠(The 4 Cats)의 전직 멤버이다.